# جون ستوك
جون ستوك (بالإنجليزية: John Stock) هو لاعب كرة قدم أمريكية أمريكي، ولد في 7 مارس 1933 في ويرتون في الولايات المتحدة.

## وصلات خارجية
- جون ستوك على موقع مرجع كرة القدم المحترفة.كوم (الإنجليزية)